# Joseph Warnia-Zarzecki

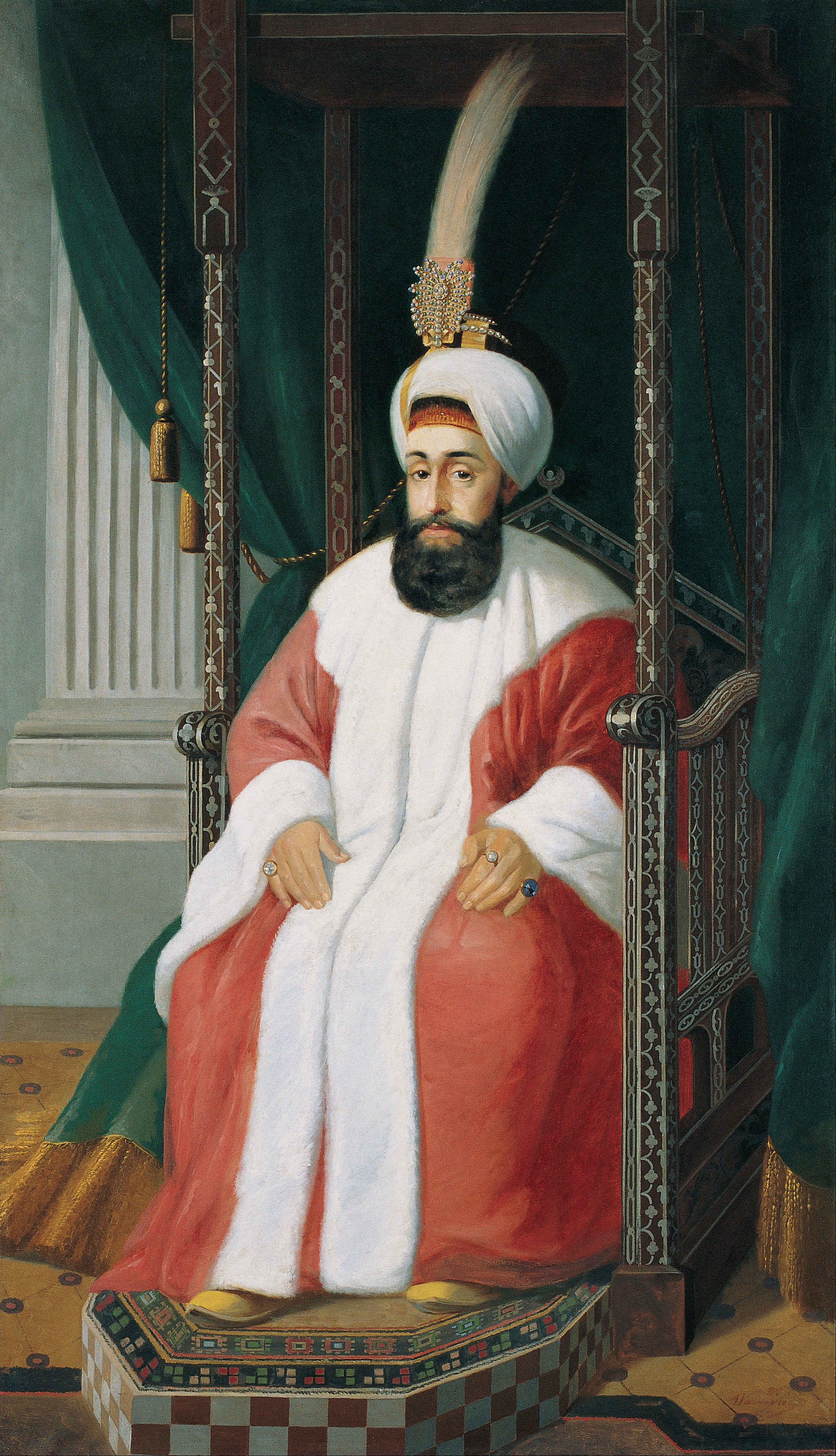
Selim III peint par Joseph Warnia-Zarzecki

Joseph Warnia-Zarzecki, né le 10 janvier 1850 à La Limouzinière, au sud de Nantes, est un peintre orientaliste français qui a été professeur de dessin aux Beaux-Arts de Constantinople de 1883 à 1915.

## Biographie
Joseph Warnia-Zarzecki est le fils cadet d’une normande et d’un noble polonais, Florentin Ignacy Zarzecki h. Warnia, réfugié politique en France à la suite de l’insurrection de novembre 1830. Après une jeunesse passée en France il étudie aux Beaux-Arts de Varsovie  auprès du peintre Wojciech Gerson qui y enseignait le dessin ; puis à l'académie des Beaux-Arts de Munich auprès des peintres Anschütz, Barth, Seitz. De 1873 à 1883 il vit dix ans en Bavière, visitant Ratisbonne, Ingolstadt, Augsbourg et Nuremberg. Puis il entreprend un voyage à travers l'Europe. Il passe en Autriche et en Roumanie. Il va de Vienne à Bucarest où il s'attarde, retenu par d'importantes commandes.
En 1883 il s’installe à Constantinople comme peintre et professeur à l'école des Beaux Arts de Constantinople créée en 1882, appelée aujourd’hui Université des beaux-arts Mimar-Sinan.
Il accole à son nom de famille le clan de noblesse de la famille de son père, Warnia.
Trois autres membres de sa famille firent carrière en Turquie : son frère ainé Stephan Joseph Zarzecki, ingénieur, et deux fils de celui-ci, Albert, ingénieur et Stephan, vice-consul.
Il serait décédé après 1926, mais la date et le lieu restent inconnus. Marié à Munich avec une Allemande, Anna Kitzinger, il a eu un fils, Thadée (né en 1891 en Constantinople, qui a fait ses études comme ingénieur chimiste en Suisse et il a vécu en France dans les années 1920, où il a fondé famille) et une fille, Teresa (1874 Munich - 1962 Athènes, qui était mariée avec Constantin Dimitriadis à Constantinople et dans les années 1920 elle s'est installée en Grèce).

## Son œuvre
On peut le rattacher à la peinture orientaliste par le choix de ses sujets et par son goût pour la couleur. Il peint des scènes d’extérieur prises sur le vif (Laboureur, Turc fumant le narguilé, Fumeur sous un auvent...) ou des compositions à plusieurs personnages (Danse turque devant le Bosphore). Ses œuvres sont dans des collections privées à l’exception de son portrait de Sélim III qui est au Musée Pera d’Istanbul.